# Châtres-la-Forêt
Châtres-la-Forêt är en kommun i departementet Mayenne i regionen Pays de la Loire i nordvästra Frankrike. Kommunen ligger i kantonen Évron som tillhör arrondissementet Laval. År 2018 hade Châtres-la-Forêt 793 invånare.

## Befolkningsutveckling
Antalet invånare i kommunen Châtres-la-Forêt
| Referens: INSEE |